# Sevilla (Bohol)
Sevilla es un municipio de la provincia de Bohol en la región de Bisayas Centrales (Islas Bisayas) en la República de Filipinas con una población de 10.281 habitantes en el censo del año 2000 en un total de 1.840 casas.

## Barangays
Sevilla está subdividida en 13 barangays.
- Bayawahan
- Cabancalan
- Calinga-an
- Calinginan Norte
- Calinginan Sur
- Cambagui
- Ewon
- Guinob-an
- Lagtangan
- Licolico
- Lobgob
- Magsaysay
- Población